# Doutor Camargo
Doutor Camargo là một đô thị thuộc bang Paraná, Brasil. Đô thị này có diện tích 118,278 km², dân số năm 2007 là 5760 người, mật độ 47,8 người/km².